# Úsuší
Úsuší – gmina w Czechach, w powiecie Brno, w kraju południowomorawskim. 1 stycznia 2014 liczyła 135 mieszkańców.